# .an
‎.an‏ دامنه اینترنتی جزایر آنتیل هلند است.